# مجدي راضي

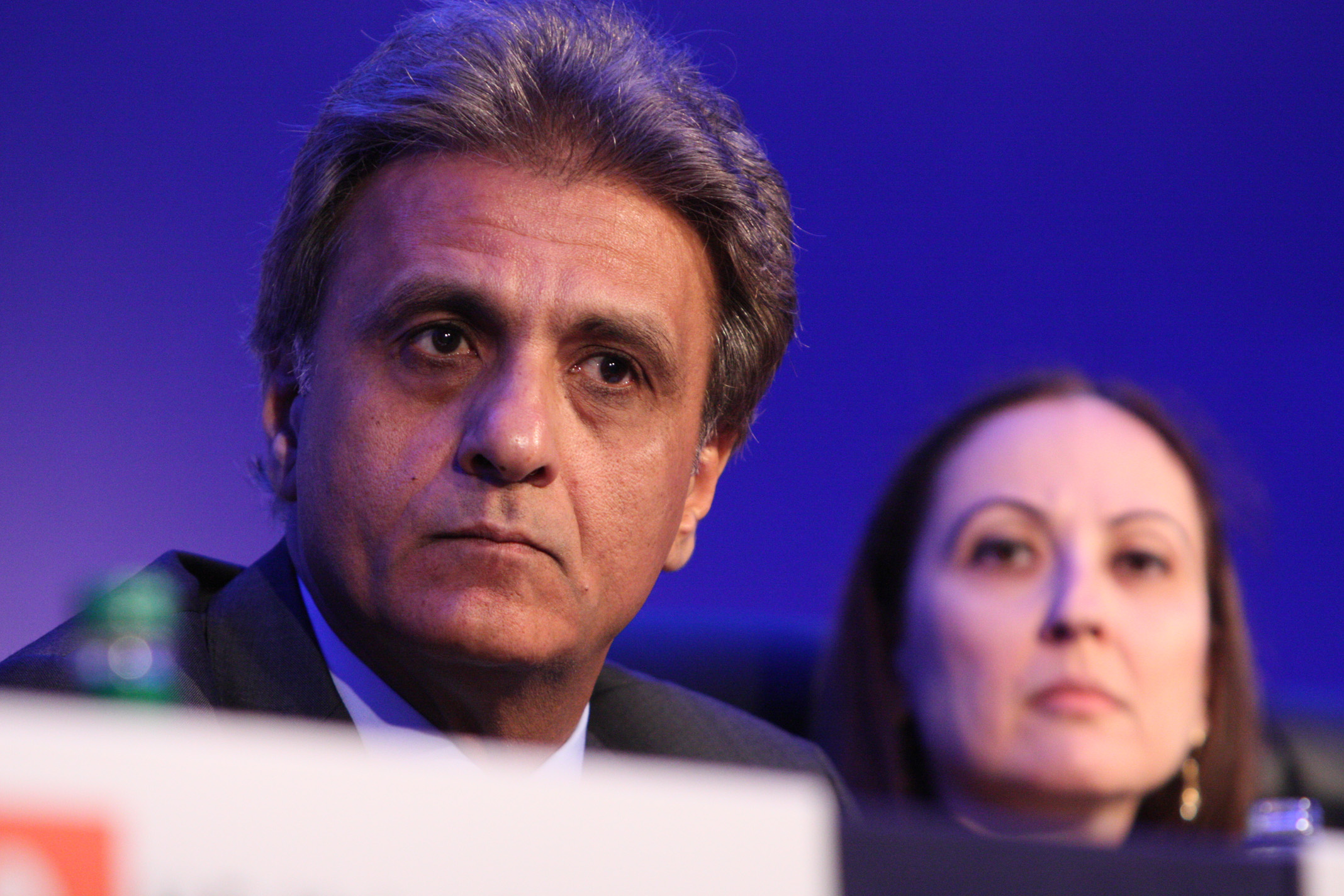
مجدي راضي على هامش لقاء مجموعة الثمانية في دوفيل.

مجدي راضي المتحدث الرسمي باسم الحكومة المصرية.